# Hossein Shahabi
Hossein Shahabi (persa: حسین شهابی)
(Tabriz, 20 de setembro de 1967 – 22 de janeiro de 2023) foi um diretor, roteirista e produtor de cinema iraniano. Nasceu em 1967, em Tabriz, no Irã. Em 2013 seu filme The Bright Day foi nomeado para o Golden Astor Award, no festival de Cinema Internacional Mar del Plata, na Argentina.

## Filmografia
- 2014 a Venda (persa: حراج)
- 2013 The Bright Day (persa: روز روشن)
- 2012 Por uma questão de Mahdi (persa: بخاطر مهدي)
- 2001 Photo (persa: عكس)
- 2000 Guerras e Treasure (persa: جنگ و گنج)

## Morte
Ele morreu de infecção pulmonar em 22 de janeiro de 2023, aos 55 anos.